# دورک‌زنان سفلی
 دورک‌زنان سفلی، روستایی از توابع بخش مرکزی شهرستان ایذه در استان خوزستان ایران است.

## جمعیت
این روستا در دهستان هلایجان قرار دارد و براساس سرشماری مرکز آمار ایران در سال ۱۳۸۵، جمعیت آن ۱۸۸ نفر (۳۷خانوار) بوده است.